# Sápes
Sápes är en kommunhuvudort i Grekland.   Den ligger i prefekturen Nomós Rodópis och regionen Östra Makedonien och Thrakien, i den nordöstra delen av landet, 400 km nordost om huvudstaden Aten. Sápes ligger 120 meter över havet och antalet invånare är 4 506.
Terrängen runt Sápes är platt åt nordväst, men åt sydost är den kuperad. Runt Sápes är det ganska tätbefolkat, med 78 invånare per kvadratkilometer. Sápes är det största samhället i trakten. == Kommentarer ==
1. ↑  Framräknat ur variansen i alla höjduppgifter (DEM 3") från Viewfinder Panoramas, inom 10 km radie.[2] Mer om algoritmen finns här: Användare:Lsjbot/Algoritmer.